# Урочище «Вичавки»
Уро́чище «Ви́чавки» — орнітологічний заказник місцевого значення в Україні. Розташований у межах Дубенського району Рівненської області, на схід від села Вичавки, у лівобережній заплаві річки Стир, на місці колишньої торфовиробки. 
Площа 40 га. Створений рішенням Рівненського облвиконкому № 343 від 22.11.1983 року. Перебуває у віданні Демидівської селищної ради. 
Торфовиробки місцями заповнені водою. Урочище характеризуються типовою для заплави рослинністю. Це місце гніздування водоплавних птахів, зокрема качок, лиски, курочки водяної. Тут також трапляються ондатри та бобри.